# 3,7cm-ÚV-vz. 38

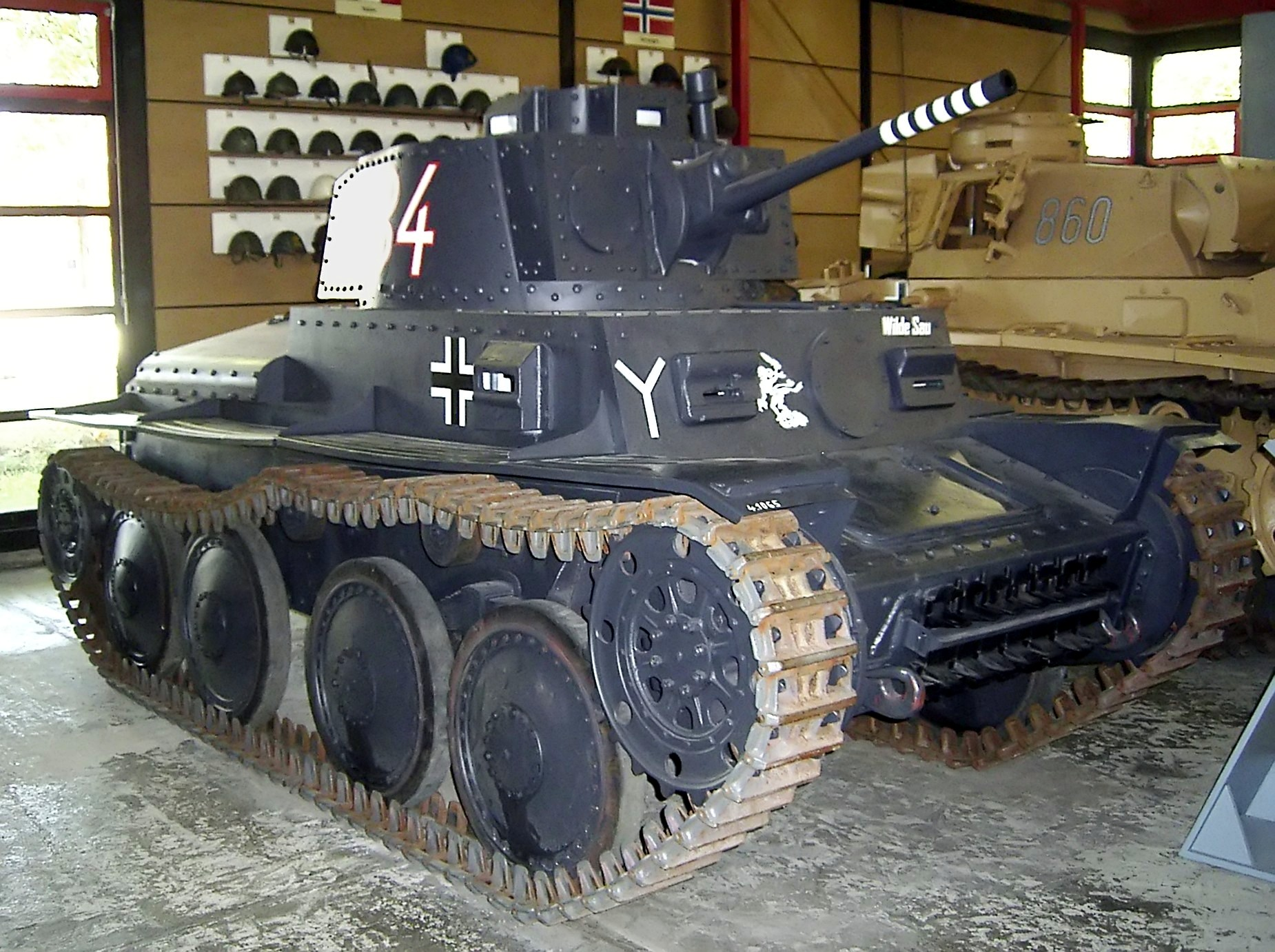
Panzer 38(t) Ausführung S im Panzermuseum Munster

Die 3,7cm-ÚV-vz. 38 (útočná vozba) war eine Kampfwagenkanone, die von Škoda in der Tschechoslowakei vor dem Zweiten Weltkrieg entwickelt wurde.

## Beschreibung
Die Kanone war die primäre Bewaffnung des tschechischen ČKD-Praga TNH, mit deutscher Bezeichnung auch als Panzer 38(t) bekannt. Die Wehrmacht bezeichnete die Waffe als 3,7cm Kampfwagenkanone 38(t).
Das Kaliber betrug 3,7 cm, die Kaliberlänge 48, die Rohrlänge 1778 mm bei einem Gewicht von 275 kg. Die verwendete Munition war kompatibel zur kürzeren 3,7cm Kampfwagenkanone 38(t) des Panzerkampfwagen 35 (t) sowie der Panzerabwehrkanone 3,7cm PaK M37(t). Die Panzergranatenpatrone 37(t) konnte bei einer Mündungsgeschwindigkeit von 740 m/s etwa 35 mm auf 500 m durchschlagen. Die Panzergranatenpatrone 40(t) mit Wolframkerngeschoss hatte eine gesteigerte Durchschlagsleistung.
| Überschrift                 | Gesamtlänge Patrone | Gesamtgewicht Patrone | Gewicht Granate |
| --------------------------- | ------------------- | --------------------- | --------------- |
| Panzergranatenpatrone 37(t) | 384 mm              | 1,48 kg               | 0,85 kg         |
| Panzergranatenpatrone 40(t) | 326 mm              | 0,95 kg               | 0,37 kg         |